# Ol'ga Aleksandrovna Sedakova
Ol'ga Aleksandrovna Sedakova in russo Ольга Александровна Седакова? (Mosca, 26 dicembre 1949) è una poetessa, scrittrice, traduttrice e saggista russa.
Ol'ga Sedakova è una delle poetesse russe contemporanee più conosciute e rispettate. Erede della tradizione poetica russa del Novecento, Sedakova ha fatto parte, negli anni tardo sovietici, del movimento della cosiddetta "seconda cultura", esprimendo attraverso i suoi scritti l'appartenenza ad un orizzonte alternativo rispetto a quello sovietico e legato ad un intreccio originale di elementi della cultura religiosa e folklorica slava, della tradizione culturale europea e della spiritualità cristiana. 
Allieva del filologo Sergei S. Averincev, i suoi anni di formazione sono legati ad altri nomi centrali nella cultura tardo sovietica, come quelli Jurij M. Lotman, storico della letteratura e semiotico, e di Nikita I. Tolstoj, linguista, etnologo e studioso di folklore (pronipote dello scrittore Lev Tolstoj). 
A partire dagli anni post-sovietici alla sua produzione poetica e narrativa si è affiancata quella saggistica sui temi della letteratura russa ed europea, della lingua slava ecclesiastica, dei concetti classici della riflessione filosofica (tra gli altri, libertà, creatività, tempo, speranza, ragione, simbolo). Nel suo pensiero, la ricerca di un "nuovo umanesimo" si struttura su un intreccio originale di riferimenti culturali, spirituali e religiosi.
I suoi testi sono stati tradotti in molte lingue, tra le quali: albanese, ebraico, francese, greco, inglese, italiano, olandese, polacco, serbo, svedese, tedesco.

## Biografia
Ol'ga Sedakova è nata a Mosca nel 1949. Ha studiato e si è laureata presso la facoltà di filologia dell'Università di Mosca Lomonosov nel 1973. Nel 1983 ottiene il titolo di kandidat filologičeskich nauk (candidata in scienze filologiche) con una tesi di specializzazione intitolata Pogrebal'naja obrjadnost' vostočnych i južnych slavjan (I riti funerari degli slavi orientali e meridionali).
Durante gli anni della sua formazione, Sedakova entra in contatto con figure centrali del multiforme universo culturale tardo sovietico: innanzitutto Sergej S. Averincev, al cui pensiero dedicherà, tra gli altri, il saggio Apologia del razionale. Sergej Sergeevič Averincev (La Casa di Matriona, 2009), e poi Jurij M. Lotman, il cui funerale avvenuto nel 1993 è descritto nel racconto del viaggio attraverso i nuovi confini tra ex Repubbliche Sovietiche Putešestvie v Tartu i obratno. Zapozdala chronika (Viaggio a Tartu e ritorno: una cronaca tardiva), Michail V. Panov, a cui è dedicato, in forma di commiato, il saggio Nashi učitelja. Michail Viktorovič Panov. K istorii rossikskoj svobody (I nostri maestri. Michail Viktorovič Panov. Per una storia della libertà in Russia) e, non da ultimo, Nikita I. Tolstoj.
Dal punto di vista della costruzione della sua poetica, è la stessa Sedakova ad affermare che le influenze più forti sono state quelle di Osip Mandel'štam, Velimir Chlebnikov, Rainer Maria Rilke e Dante. Ma oltre ai riferimenti propriamente letterari, la figura di sua nonna, Darja Semënova Sedakova, è centrale sin dalla sua infanzia, come un genius loci che genera in lei un immaginario religioso e folklorico che confluirà nella raccolta Starye Pes'ni (Vecchi canti) divisi in tre quaderni e composti tra il 1980 e il 1981.
Interessata sin dagli anni giovanili alla possibilità di guardare oltre la cortina di ferro, e di leggere in originale testi poetici, letterari e filosofici della tradizione culturale europea e statunitense antica e contemporanea, impara il francese, l'inglese, l'italiano, e il tedesco. In questa fase traduce e affida alla circolazione dattiloscritta del samizdat alcuni testi di T. S. Eliot, Paul Claudel, Emily Dickinson, San Francesco d'Assisi.
La conoscenza delle lingue straniere la porta a lavorare, dal 1983 al 1991, come redattrice della critica letteraria straniera presso l'Istituto di informazione scientifica per le scienze sociali dell'Accademia russa delle scienze.
Ol'ga Sedakova insegna dal 1991 alla facoltà di filologia dell'Università di Mosca, presso il dipartimento di storia e teoria della cultura mondiale. A partire dagli anni post-sovietici ha viaggiato spesso oltre i confini della Federazione russa, svolgendo periodi di studio e di ricerca, tenendo corsi e partecipando a conferenze ed eventi letterari in Gran Bretagna, Germania, Francia, Italia, Stati Uniti. Nel 1994 è invitata come poet-in-residence presso la Keele University, nel 1999 presso l'Amherst College e nel 2003 alla Harvard University. Nel dicembre 2016 a Minsk ha tenuto una conferenza sul tema del male personale e collettivo su invito di Svjatlana Aleksievič, premio Nobel per la letteratura nel 2015.
Negli anni recenti la sua attività di traduttrice si è intensificata: Sedakova si è dedicata in particolare alla Divina Commedia dantesca, trascorrendo nel 2015 alcune settimane di ricerca a Ravenna. 
Ol'ga Sedakova vive e lavora a Mosca, e viene spesso invitata ad intervenire nel dibattito pubblico su temi legati alla vita culturale e letteraria sia russa che internazionale.

### Carriera letteraria
Ol'ga Sedakova scrive fin dagli anni sessanta e la sua produzione poetica, rimasta ai margini dell'ufficialità tra gli anni settanta e ottanta, è affidata alla diffusione in forma dattiloscritta nell'ambiente del samizdat e, all'estero, all'editoria dei centri culturali dell'emigrazione. Nel 1978 viene pubblicata in forma clandestina la sua quinta raccolta, Dikij šipovnik (La rosa canina) che avrà una fortuna notevole, anche lontano da Mosca.
La prima pubblicazione ufficiale di un suo testo poetico è del 1988, sulla rivista Družba narodov (Amicizia dei popoli). La sua prima raccolta di poesie, Vrata, okna, arki (Porte, finestre, archi) viene pubblicata a Parigi nel 1986.
Nel 2001 viene pubblicata a Mosca una prima raccolta delle sue opere in due volumi intitolata Proza. Stichi, (Prosa. Versi). Il volume dedicato alla prosa si apre con il lungo racconto autobiografico che riassume e annuncia l'attività letteraria di Sedakova, Pochvala poezii (Elogio della poesia), diffuso sin dalla fine degli anni ottanta tra i lettori di Mosca e Leningrado attraverso il samizdat.
Nuove pubblicazioni e ripubblicazioni di opere in versi, di saggi, di interviste e traduzioni commentate sono proseguite con costanza nell'arco degli ultimi vent'anni, ma l'edizione che si segnala per il suo carattere di completezza è quella apparsa nel 2012 ed intitolata Četyre toma (Quattro tomi) che raccoglie in ogni volume una parte specifica della produzione di Sedakova: versi (vol. 1, Stichi), traduzioni (vol. 2, Perevody), saggistica di argomento letterario ed estetico (vol. 3, Poetica),  e saggistica di argomento etico e filosofico (vol. Moralia). Nel volume delle traduzioni sono state selezionate opere scelte da autori e autrici quali: Orazio, Dante, Petrarca, San Francesco, T. S. Eliot, Ezra W. L. Pound, Emily Dickinson, Pierre de Ronsard, Mallarmé, Paul Claudel, Rainer M. Rilke, Paul Celan.
L'interesse per la lingua slava ecclesiastica e per la poesia liturgica ha portato Sedakova a lavorare al dizionario pubblicato per la prima volta nel 2005 e intitolato Slovar' trudnych slov iz bogosluženija. Cerkovnoslavjano-russkie paronimy (Dizionario dei termini difficili della liturgia: Paronimi slavo ecclesiastici-russi).

## Opere

### Opere in lingua originale

#### Poesia
- Ворота, окна, арки Париж: YMCA-Press, 1986.

- Китайское путешествие. Стелы и надписи. Старые песни. М.: Carte Blanche, 1991.
- Стихи. М.: Гнозис, Carte Blanche, 1994.
- Китайское путешествие. М.: Грааль, 2002.
- Старые песни. М.: Локус-пресс, 2003.

#### Prosa
- 2 путешествия. — М.: Логос, Степной ветер, 2005.

#### Saggi
- Aпология разума. М.: МГИУ, 2009.
- Посредственность как социальная опасность. Архангельск, 2006; переиздано в сборнике: Посредственность как социальная опасность. — М.: Магистр, 2011.
- Мариины слезы. К поэтике литургических песнопений. К.: Дух і літера, 2017.
- Сергей Сергеевич Аверинцев: Воспоминания. Размышления. Посвящения, Свято-Филаретовский православно-христианский институт, 2020.
- И жизни новизна. Об искусстве, вере и обществе, Никея, 2022
- Поэтика обряда. Погребальная обрядность восточных и южных славян. М.: Индрик, 2023.

#### Raccolte
- Стихи. Проза. Собрание сочинений в 2 т. М.: N.F.Q./Ту Принт, 2001.
- Четыре тома. Стихи. Переводы. Poetica. Moralia. Собрание сочинений в 4 т. М.: Университет Дмитрия Пожарского, 2010.

#### Interviste
- Вещество человечности: Интервью 1990–2018, M.: Новое литературное обозрение, 2019.

#### Dizionari
- Церковнославянско-русские паронимы. Материалы к словарю. М.: Греко-латинский кабинет Ю. А. Шичалина, 2005 (seconda ed. 2008; terza ed. Практика, 2021).

### Opere tradotte in inglese

#### Poesia
- The Wild Rose, transl. Richard McKane. London: Approach Publishers, 1997.
- Poems and Elegies, transl. Slava Yastremsky, Michael Nydan, Catriona Kelly, and others, Bucknell: Bucknell Univ. Press, 2003.

#### Prosa
- In Praise of Poetry, C. Clark, K. Golubovich, S. Sandler (transl., eds.), NY: Open Letter, 2014.

#### Saggi
- Freedom to Believe. Philosophical and Cultural Essays, a cura di Slava I. Yastremski, Bucknell University Press, 2010.

### Opere tradotte in italiano

#### Poesia
- Solo nel fuoco si semina il fuoco. Poesie, a cura di Adalberto Mainardi, Edizioni Qiqajon, 2008.
- Versi (Elegia che si trasforma in Requiem, Viaggio in Cina, In Memoria del poeta), in Olga Sedakova, Elogio della poesia. Versi e saggi di Olga Sedakova, a cura di Francesca Chessa, Aracne, 2012, pp. 177-228.

#### Prosa
- Note e reminiscenze su alcuni versi e anche Elogio della poesia, in Olga Sedakova, Elogio della poesia. Versi e saggi di Olga Sedakova, a cura di Francesca Chessa, Aracne, 2012, pp. 15-104.

#### Saggi
- Apologia del razionale. Sergej Sergeevič Averincev, in Ol'ga Sedakova, Apologia della ragione, a cura di Giovanna Parravicini, La Casa di Matriona, 2009, pp. 137-157.
- La natura della poesia. Il paradiso terrestre nella Divina Commedia di Dante, in Ol'ga Sedakova, Apologia della ragione, a cura di Giovanna Parravicini, La Casa di Matriona, 2009, pp. 15-55.
- Simbolo e forza. Il pensiero di Goethe nel Dottor Živago, in Ol'ga Sedakova, Apologia della ragione, a cura di Giovanna Parravicini, La Casa di Matriona, 2009, pp. 57-136.
- Beata agitazione del profondo, in Olga Sedakova, Elogio della poesia. Versi e saggi di Olga Sedakova, a cura di Francesca Chessa, Aracne, 2012, pp. 107-116.
- Il moralismo dell'arte o Del male della mediocrità, in Olga Sedakova, Elogio della poesia. Versi e saggi di Olga Sedakova, a cura di Francesca Chessa, Aracne, 2012, pp. 117-132.
- Il potere della felicità, in Olga Sedakova, Elogio della poesia. Versi e saggi di Olga Sedakova, a cura di Francesca Chessa, Aracne, 2012, pp. 133-146.
- L'ispirazione dantesca nella poesia russa, in Olga Sedakova, Elogio della poesia. Versi e saggi di Olga Sedakova, a cura di Francesca Chessa, Aracne, 2012, pp. 147-157.
- Sotto il cielo della violenza. Dante, Inferno, Canti XII-XIV, in Olga Sedakova, Elogio della poesia. Versi e saggi di Olga Sedakova, a cura di Francesca Chessa, Aracne, 2012, pp. 159-176.

## Riconoscimenti
- Premio Belij per la poesia a Leningrado nel 1983[31];
- Premio Città di Parigi ad un poeta russo, nel 1991[32]
- Premio Europeo per la poesia nella città di Roma, nel 1995[32];
- Premio Stato della Città del Vaticano: Le radici cristiane dell'Europa. Nel nome di Vladimir Solov'ëv, a Roma-Città del Vaticano nel 1998[32];
- Laurea honoris causa in Teologia, Facoltà di Teologia dell'Università Europea di Minsk, marzo del 2003 con la seguente motivazione: Per gli insigni risultati nell'illuminazione spirituale e per la testimonianza cristiana ad Est e ad Ovest[11];
- Premio Fondazione Solženicyn, per la poesia, che ha condiviso insieme a Ju. Kublanovskij (poeta e pubblicista), nel maggio del 2003[32];
- Premio Camposampiero, per la poesia religiosa, Padova, nel 2010[33];
- Cavaliere della Repubblica francese nel 2012[11];
- Premio Lerici Pea Golfo dei Poeti, alla carriera, Lerici, nel 2020[34][35].